# Marcelo Pacheco
Marcelo Alexander Pacheco Reyes (Santiago, Chile, 18 de marzo de 1958-) es un exfutbolista y entrenador chileno, que jugaba de defensa. 

## Trayectoria

### Como jugador
Oriundo de Santiago, se unió en 1970 al club Sagrada Familia de la comuna de Macul. En 1974 se unió a la primera infantil de Colo-Colo. En 1977 inició su carrera profesional, al ser cedido a Curicó Unido de la Primera B. Para la temporada siguiente, regresó a Colo-Colo, en donde formó parte del equipo que se coronó campeón de Primera División 1979. En 1980, pasó a defender los colores de Naval,club al que defendió durante numerosas temporadas e inclusive fue capitán del equipo.
En 1985 defendió la camiseta de Universidad de Chile, regresando en 1986 a Naval.Su último club como futbolista fue Everton en 1988.

### Como entrenador
Trabajó como entrenador de divisiones inferiores de diferentes clubes chilenos, como Colo-Colo, Unión San Felipe y Santiago Morning. En Santiago Morning es reconocido como uno de los formadores de Esteban Paredes, goleador histórico del fútbol chileno.También dirigió equipos en el fútbol de Indonesia, como el Persma Manado y el PSPS Pekanbaru, y el Grecia de Chone de Ecuador.

## Selección nacional
Por selecciones nacionales, jugó tanto en la Selección Juvenil -donde se vio involucrado en el caso de los pasaportes falsos en Paysandú ocurrido el año 1979-, como también por la Selección adulta, jugando 10 partidos el año 1983.

### Participaciones en sudamericanos
| Torneo                      | Sede    | Resultado    |
| --------------------------- | ------- | ------------ |
| Sudamericano Sub-20 de 1979 | Uruguay | Primera fase |

### Participaciones en Copa América
| Copa              | Sede          | Resultado    |
| ----------------- | ------------- | ------------ |
| Copa América 1983 | Sin sede fija | Primera fase |

### Partidos internacionales
| Partidos internacionales | Partidos internacionales | Partidos internacionales                         | Partidos internacionales | Partidos internacionales | Partidos internacionales | Partidos internacionales | Partidos internacionales | Partidos internacionales | Partidos internacionales |
| N.º                      | Fecha                    | Estadio                                          | Local                    | Resultado                | Visitante                | Goles                    | Asistencias              | DT                       | Competición              |
| ------------------------ | ------------------------ | ------------------------------------------------ | ------------------------ | ------------------------ | ------------------------ | ------------------------ | ------------------------ | ------------------------ | ------------------------ |
| 1                        | 28 de abril de 1983      | Estadio de Maracaná, Río de Janeiro, Brasil      | Brasil                   | 3-2                      | Chile                    |                          |                          | Luis Ibarra              | Amistoso                 |
| 2                        | 12 de mayo de 1983       | Estadio Nacional, Santiago, Chile                | Chile                    | 2-2                      | Argentina                |                          |                          | Luis Ibarra              | Amistoso                 |
| 3                        | 21 de julio de 1983      | Estadio Nacional, Lima, Perú                     | Perú                     | 0-1                      | Chile                    |                          |                          | Luis Ibarra              | Copa del Pacífico 1983   |
| 4                        | 24 de julio de 1983      | Estadio Defensores del Chaco, Asunción, Paraguay | Paraguay                 | 2-0                      | Chile                    |                          |                          | Luis Ibarra              | Amistoso                 |
| 5                        | 28 de julio de 1983      | Estadio Nacional, Santiago, Chile                | Chile                    | 0-0                      | Brasil                   |                          |                          | Luis Ibarra              | Amistoso                 |
| 6                        | 3 de agosto de 1983      | Estadio Carlos Dittborn, Arica, Chile            | Chile                    | 2-0                      | Perú                     |                          |                          | Luis Ibarra              | Copa del Pacífico 1983   |
| 7                        | 17 de agosto de 1983     | Estadio Regional, Antofagasta, Chile             | Chile                    | 3-2                      | Paraguay                 |                          |                          | Luis Ibarra              | Amistoso                 |
| 8                        | 24 de agosto de 1983     | Estadio Carlos Dittborn, Arica, Chile            | Chile                    | 2-0                      | Bolivia                  |                          |                          | Luis Ibarra              | Amistoso                 |
| 9                        | 1 de septiembre de 1983  | Estadio Centenario, Montevideo, Uruguay          | Uruguay                  | 2-1                      | Chile                    |                          |                          | Luis Ibarra              | Copa América 1983        |
| 10                       | 8 de septiembre de 1983  | Estadio Nacional, Santiago, Chile                | Chile                    | 5-0                      | Venezuela                |                          |                          | Luis Ibarra              | Copa América 1983        |
| Total                    | Total                    | Total                                            | Presencias               | 10                       | Goles                    | 0                        | 0                        |                          |                          |

| Selección chilena | Selección chilena | Selección chilena |
| Año               | Partidos          | Goles             |
| ----------------- | ----------------- | ----------------- |
| 1983              | 10                | 0                 |
| Total             | 10                | 0                 |

## Clubes

### Como jugador
| Club                 | País  | Año       |
| -------------------- | ----- | --------- |
| Curicó Unido         | Chile | 1977      |
| Colo-Colo            | Chile | 1978-1979 |
| Naval                | Chile | 1980-1984 |
| Universidad de Chile | Chile | 1985      |
| Naval                | Chile | 1986      |
| Everton              | Chile | 1988      |

### Como entrenador
| Club            | País      | Año       |
| --------------- | --------- | --------- |
| Persma Manado   | Indonesia | 2005-2006 |
| PSPS Pekanbaru  | Indonesia | 2006-2007 |
| Grecia de Chone | Ecuador   | 2008-2009 |

## Palmarés

### Campeonatos nacionales
| Título           | Club      | País  | Año  |
| ---------------- | --------- | ----- | ---- |
| Primera División | Colo-Colo | Chile | 1979 |